# POPSヒコヒコタイム
POPSヒコヒコタイムは、南海放送で放送されていたラジオ番組。

## 概要
1982年4月、基本的に洋楽だけの音楽番組として、「耳のこえた人から、ポップスの"ポ"の字も知らない人まで、バッチリ楽しめる」番組と称して放送開始。
DJは、南海放送アナウンサーの田中和彦。
平日深夜の25〜30分の帯番組であったが、1986年4月から日曜深夜に移行。
2002年3月31日に放送を休止。以後、復刻版的な特番が数回放送されたあと、実質の復刻版として『ヒコヒコジョッキー「ラジオマンの憂鬱」』を放送中。
深夜に受験勉強をする高校生を意識した構成が特徴。
番組タイトルは、田中和彦ともう一人、共演者に林浩彦がいたために、二人の彦で「ヒコヒコタイム」である。

## 内容
「カード」(ハガキによるリクエスト・メッセージ)を紹介しながら進行する典型的なラジオの音楽番組。ただし、中学生以下は聴くべきではないとしていた。
歌謡曲・邦楽が全盛だった当時、田中は、進学・就職で都会に出て行く田舎の若者に対して、洋楽の基本を聴いていればバカにされない、というコンセプトを持っていた。洋楽の歌詞を独自に意訳したり、外国語映画の話題でも字幕だけでは伝わらない魅力を紹介するなどしていた。
AM局ながら、毎週、当番組中で独自に集計した「南海放送洋楽チャート」を発表するほか、当番組で注目し愛媛県内ではレコードが売れるも日本全体では特に注目されない曲やアーティストが表れた。
初期の平日深夜帯放送では、月曜日、火曜日がオールリクエスト。水曜日は、南海放送アナウンサーの松沢はつみとともに「お悩み相談室」。木曜日は、林浩彦とともに「なんでもベスト5」。金曜日は、愛媛県内レコード店での売り上げデータや音楽情報誌から集計したものを基に田中自ら決定する「RNBポップスウイークリーベスト20」（スペシャルミックスヒットチャート）の発表という構成になっていた。
1988年当時は3部制の番組となっており、1部と3部は田中一人で進行、1部ははがきリクエスト、3部は「RNBポップスウイークリーベスト20」の発表。2部は林が加わって二人トークとはがきネタのバラエティの時間となり、いわゆる三段落ちのネタコーナー「ヒコヒコ分類学」などの企画があった。
当番組のオープニング曲は、ガーション・キングスレイ作曲でポップコーンメーカーズによる曲『ポップコーン』。

## 放送時間
| 放送期間              | 曜日   | 時間           | コメント    |
| --------------------- | ------ | -------------- | ----------- |
| 1982年4月～1985年3月  | 月～金 | 24:15 ～ 24:45 | 放送開始    |
| 1985年4月～1986年3月  | 月～金 | 24:20 ～ 24:45 | 5分短縮     |
| 1986年4月～1989年3月  | 日曜日 | 24:00 ～ 26:00 |             |
| 1989年4月～1994年9月  | 日曜日 | 24:30 ～ 26:30 |             |
| 1994年10月～2002年3月 | 日曜日 | 24:30 ～ 25:30 | 1時間に短縮 |

## 後継番組
| 放送期間              | 曜日           | 時間         | コメント         |
| --------------------- | -------------- | ------------ | ---------------- |
| 2002年10月～2003年3月 | 火・水・木・金 | 情報なし     | Weekday edition  |
| 2002年9月～2003年3月  | 土曜日         | 情報なし     | Saturday edition |
| 2003年4月～2003年9月  | 土曜日         | 23:00～23:30 | Weekly edition   |

## 特番
| 放送日             | 放送時間     | コメント                         |
| ------------------ | ------------ | -------------------------------- |
| 2012年12月10日(月) | 21:00～23:00 | 田中和彦氏ひとりのヒコヒコタイム |
| 2012年12月11日(火) | 21:00～23:00 | 林浩彦氏登場！                   |
| 2012年12月12日(水) | 21:00～23:00 | リスナー大集合その1              |
| 2012年12月13日(木) | 21:00～23:00 | リスナー大集合その2              |
| 2012年12月14日(金) | 21:00～23:00 | 松沢はつみさん登場！             |

| 放送日            | 放送時間     | コメント                                  |
| ----------------- | ------------ | ----------------------------------------- |
| 2015年8月22日(土) | 23:30～27:00 |                                           |
| 2016年8月27日(土) | 23:30～27:00 |                                           |
| 2017年8月26日(土) | 23:00～25:00 |                                           |
| 2018年8月25日(土) | 23:00～25:00 | 正式名称：和彦・はつみのTHE青春シャッフル |
| 2019年8月24日(土) | 23:30～25:00 |                                           |
| 2020年8月22日(土) | 情報なし     | 4時間放送?                                |

| 番組名                                   | 放送日             | 放送時間     | コメント                |
| ---------------------------------------- | ------------------ | ------------ | ----------------------- |
| 真夏の夜の夢 ヒコヒコ＆夜バラ リターンズ | 2014年8月30日(土)  | 25:00～27:00 | 松沢はつみさんと        |
| 特別追悼番組「スタンドバイミー 林浩彦」  | 2017年2月28日(火)  | 21:00～22:00 | 2月26日 病死されました  |
| POPSカズカズタイム                       | 2020年12月24日(木) | 19:00～20:00 | 二人の「カズ」 が生放送 |